# 호낭 다비드 제로니무
호낭 다비드 제로니무(포르투갈어: Ronan David Jerônimo, 1995년 4월 22일~)는 브라질의 축구 선수로 현재 대한민국 K리그2의 서울 이랜드에서 공격수로 활동 중이다.

## 참고 문헌
- “호낭 다비드 제로니무”. 《서울 이랜드 FC》. 이랜드스포츠.